# Percile
Percile és un comune (municipi) de la Ciutat Metropolitana de Roma, a la regió italiana del Laci, situat uns 40 km al nord-est de Roma. L'1 de gener de 2018 tenia 233 habitants.